# 泽口灌区
泽口灌区是中国湖北省沔阳的一个灌区，其水源为汉江。灌区设计面积112万亩，实际面积为97.6万亩，进水闸设计流量为156立方米每秒。